# Tina Vukov
Tina Vukov, född 22 december 1988 i Rijeka, Kroatien, SFR Jugoslavien, är en kroatisk pop- och jazzsångerska.
På musikfestivalen Dalmatinske šansone i Šibenik vann hon utmärkelsen ”årets bästa nykomling”. Hon släppte sitt debutalbum Tuga Dolazi Kasnije 2006, som är ett dubbelalbum. Hon bl.a. samarbetat med Robert Funčić, Arsen Dedić och Matija Dedić. 2007 var hon nominerad i sex kategorier för det prestigefyllda musikpriset Porin. Vid sidan om musiken studerade hon engelska och filosofi på universitetet i Rijeka men tog en paus 2010 för att arbeta på ett nytt album.
Vukov har deltagit flera gånger i den kroatiska uttagningen till Eurovision Song Contest; Första gången var 2004 då hon tillsammans med Matija Dedić Trio framförde bidraget Tuga dolazi kasnije. De lyckades inte kvalificera sig till final. Hon deltog igen 2006 med bidraget Il treno per Genova (3:e plats) och 2007 med bidraget Tata (4:e plats). Hon deltog även i 2011 års uttagning men tog sig inte vidare till final.
Den framlidne sångaren Vice Vukov är farbror till Tina Vukovs far.

## Diskografi
- Tuga Dolazi Kasnije (2006)